# Шараванья, Иван
Иван Шараванья (босн. Ivan Šaravanja; род. 24 августа 1996, Мостар, ФБиГ) — боснийско-хорватский футболист, защитник.

## Клубная карьера
Футбольную карьеру начинал в 2015 году. 
В 2018 году перешёл в австрийский клуб «Аустрия (Клагенфурт)». 7 августа 2021 года в матче против клуба «Хартберг» дебютировал в чемпионате Австрии (4:3).
В 2022 году стал игроком кипрского клуба «Акритас Хлоракас». 29 августа 2022 года в матче против клуба «Омония» Никосия дебютировал в чемпионате Кипра (1:0).
В 2023 году подписал контракт с клубом «Широки-Бриег». 4 августа 2023 года в матче против клуба «Посушье» дебютировал в чемпионате Боснии и Герцеговины (2:1).

## Достижения
«Аустрия» Клагенфурт
- Серебряный призёр Второй лиги: 2019/20

## Клубная статистика
| Игровая карьера | Игровая карьера      | Игровая карьера | Лига | Лига | Кубки | Кубки | Межд. | Межд. | Др. | Др. |
| --------------- | -------------------- | --------------- | ---- | ---- | ----- | ----- | ----- | ----- | --- | --- |
| 2018/19         | Аустрия (Клагенфурт) | Б               | 19   | 1    | 2     | 0     | —     | —     | —   | —   |
| 2019/20         | Аустрия (Клагенфурт) | Б               | 27   | 1    | 2     | 1     | —     | —     | —   | —   |
| 2020/21         | Аустрия (Клагенфурт) | Б               | 20   | 0    | 3     | 0     | —     | —     | 2   | 0   |
| 2021/22         | Аустрия (Клагенфурт) | А               | 19   | 1    | 1     | 0     | —     | —     | —   | —   |
| 2022/23         | Акритас Хлоракас     | А               | 27   | 0    | 1     | 0     | —     | —     | —   | —   |
| 2023/24         | Широки-Бриег         | А               | 16   | 0    | —     | —     | —     | —     | —   | —   |
| 2024            | Елимай               | А               | 9    | 0    | 5     | 0     | —     | —     | —   | —   |